# Аниер, Хенри
Хенри Аниер (эст. Henri Anier; род. 17 декабря 1990, Таллин) — эстонский футболист, нападающий клуба «Пайде» и национальной сборной Эстонии.

## Карьера

### Клубная
Хенри Аниер начал карьеру в академии таллинской «Флоры». Здесь он провёл 10 лет, прежде чем в 2007 году перешёл в клуб «Уорриор Валга», где начал свою профессиональную карьеру. За один сезон Аниер сыграл 24 матча и забил 13 голов, после чего вернулся во «Флору».
В первом же сезоне после возвращения нападающий в 30 встречах забил 15 мячей. По окончании сезона Аниер был на просмотре в «Ганновере», «Палермо» и «Асколи». В конце августа 2009 года Аниер перешёл в «Сампдорию» на правах аренды с последующим правом выкупа.
В 2010 году нападающий вернулся в «Флору» и тринадцатью мячами в шестнадцати встречах помог команде завоевать чемпионство. В 2011 году один из лидеров эстонского футбола защитил свой титул, а Аниер в 32-х встречах чемпионата забил 21 мяч, включая два хет-трика: 30 июля в матче против «Аякс Ласнамяэ», который завершился со счётом 13:1 и 27 сентября в матче против «Калева» из Силламяэ (6:0). В матчах кубка Эстонии 2011/12 Аниер сыграл четыре матча и отличился 10 раз. Нападающий трижды поразил ворота клубов «Ялгпаллихаигла» в первом раунде (матч завершился со счётом 17:0) и «Лелле» во втором раунде (13:0) и четырежды отличился в матче 1/16 финала против «Лоотуса» (9:0).
В конце 2011 года эстонец подписал трёхлетний контракт с норвежским «Викингом», но не получил в клубе много игровой практики, в результате чего отправился в аренду сначала в «Фредрикстад», где за полгода сыграл 16 матчей и забил 5 мячей, а затем в «Мотеруэлл». В шотландском клубе Аниер дебютировал 4 августа 2013 года, выйдя на замену и забив единственный мяч в матче против «Хиберниана». Также нападающий отличился и в следующей игре, 11 августа против «Абердина». До конца 2013 года Аниер сыграл 19 матчей и забил 7 мячей, после чего подписал полноценный контракт с клубом.
По завершении сезона эстонец был продан в немецкий «Эрцгебирге Ауэ», куда перед началом сезона 2014/15 перешёл и его брат Ханнес. Хенри дебютировал за клуб в товарищеской встрече против «Цвёница», оформив хет-трик в первом тайме.
В дальнейшем выступал за шотландские клубы, шведский «Кальмар» и финский «Лахти».
Летом 2023 года заключил контракт с «Ли Ман» из высшей лиги Гонконга. 20 мая 2024 года в составе «Ли Ман» стал чемпионом Гонконга. В июне 2025 года закончился контракт и Аниер покинул команду.
В июле 2025 года вернулся в эстонский клуб «Пайде».

### Сборная
Хенри Аниер дебютировал за национальную сборную 25 мая 2011 года в неофициальном товарищеском матче против сборной Страны Басков. В официальных матчах нападающий дебютировал 19 июня 2011 года против сборной Чили. Первый гол за сборную Аниер забил в товарищеском матче против Омана 8 ноября 2012 года, выйдя на замену и сравняв счёт на 85-й минуте.
22 марта 2025 года сыграл сотый матч за национальную команду.

#### Голы за сборную
| № | Дата           | Стадион                       | Соперник          | Результат1 | Статус матча       | Минута (счёт) |
| - | -------------- | ----------------------------- | ----------------- | ---------- | ------------------ | ------------- |
| 1 | 8 ноября 2012  | «Султан Кабус», Маскат (г)    | Оман              | 2:1        | ТМ                 | 85' (1:1)     |
| 2 | 26 марта 2013  | «А. Ле Кок Арена», Таллин (д) | Андорра           | 2:0        | ОЧМ-2014, группа D | 45' (1:0)     |
| 3 | 7 июня 2013    | «А. Ле Кок Арена», Таллин (д) | Тринидад и Тобаго | 1:0        | ТМ                 | 13' (1:0)     |
| 4 | 19 ноября 2013 | «Райнпарк Штадион», Вадуц (г) | Лихтенштейн       | 3:0        | ТМ                 | 61' (2:0)     |
| 5 | 19 ноября 2013 | «Райнпарк Штадион», Вадуц (г) | Лихтенштейн       | 3:0        | ТМ                 | 63' (3:0)     |

1 Первым указано число голов, забитых сборной Эстонии

## Достижения
«Флора»
- Чемпион Эстонии (2): 2010, 2011
- Обладатель Кубка Эстонии: 2010/11
- Обладатель суперкубка Эстонии (2): 2009, 2011

«Ли Ман»
- Чемпион Гонконга (1): 2024

## Личная жизнь
Хенри — старший брат эстонского нападающего Ханнеса Аниера.

## Статистика выступлений
| Клуб             | Сезон            | Клуб      | Клуб      | Клуб  | Клуб  | Клуб      | Клуб      | Клуб   | Клуб   | Сборная | Сборная | Итого | Итого |
| Клуб             | Сезон            | Чемпионат | Чемпионат | Кубки | Кубки | Еврокубки | Еврокубки | Прочее | Прочее | Сборная | Сборная | Итого | Итого |
| Клуб             | Сезон            | Игры      | Голы      | Игры  | Голы  | Игры      | Голы      | Игры   | Голы   | Игры    | Голы    | Игры  | Голы  |
| ---------------- | ---------------- | --------- | --------- | ----- | ----- | --------- | --------- | ------ | ------ | ------- | ------- | ----- | ----- |
| Варриор Валга    | 2007             | 24        | 13        | 0     | 0     | —         | —         | —      | —      | 0       | 0       | 24    | 13    |
| Флора            | 2008             | 28        | 15        | 0     | 0     | 2         | 0         | 0      | 0      | 0       | 0       | 30    | 15    |
| Флора II         | 2008             | 6         | 7         | 0     | 0     | —         | —         | —      | —      | 0       | 0       | 6     | 7     |
| Флора II         | 2009             | 2         | 0         | 0     | 0     | —         | —         | —      | —      | 0       | 0       | 2     | 0     |
| Флора            | 2009             | 10        | 3         | 2     | 0     | 1         | 0         | 1      | 0      | 0       | 0       | 14    | 3     |
| Флора            | 2010             | 16        | 13        | 2     | 0     | 0         | 0         | 0      | 0      | 0       | 0       | 18    | 13    |
| Флора            | 2011             | 32        | 21        | 5     | 10    | 2         | 0         | 1      | 0      | 2       | 0       | 42    | 31    |
| Флора            | Итого (за Флору) | 86        | 52        | 9     | 10    | 5         | 0         | 2      | 0      | 2       | 0       | 104   | 62    |
| Викинг           | 2012             | 16        | 1         | 2     | 1     | —         | —         | —      | —      | 2       | 1       | 20    | 3     |
| → Фредрикстад    | 2013             | 13        | 3         | 3     | 2     | —         | —         | —      | —      | 3       | 2       | 19    | 7     |
| → Мотеруэлл      | 2013/14          | 33        | 9         | 2     | 0     | 2         | 0         | —      | —      | 8       | 2       | 45    | 11    |
| Эрцгебирге Ауэ   | 2014/15          | 0         | 0         | 0     | 0     | —         | —         | —      | —      | 0       | 0       | 0     | 0     |
| Всего за карьеру | Всего за карьеру | 172       | 78        | 16    | 13    | 7         | 0         | 2      | 0      | 15      | 5       | 210   | 96    |

(откорректировано по состоянию на 3 августа 2014 года)